# Глухий твердопіднебінний африкат
Глухий твердопіднебінний африкат — приголосний звук, що існує в деяких мовах. У Міжнародному фонетичному алфавіті представляється наступними символами: ⟨c͡ç⟩, ⟨c͜ç⟩; еквівалентний символ X-SAMPA — c_C. Інколи записується без риски, тобто як ⟨cç⟩ у МФА та cC у X-SAMPA.
Є несибілянтним еквівалентом глухого ясенно-твердопіднебінного африката.
Глухий твердопіднебінний африкат існує, наприклад, в угорській та колтта-саамській мовах. Цей звук доволі рідкісний, його майже немає у європейських мовах (за виключенням уральських мов та албанської). Зазвичай трапляється разом із подібним дзвінким звуком, дзвінким твердопіднебінним африкатом.
Також у деяких мовах є глухий запіднебінний африкат, що артикулюється ще далі, за піднебінням, але не так далеко, як глухий м'якопіднебінний африкат. Міжнародний фонетичний алфавіт не має окремого символу для такого звука, але його можна позначити як ⟨c̠͡ç̠⟩, ⟨c͡ç˗⟩ (тобто, глибший звук ⟨c͡ç⟩) або як ⟨k̟͡x̟⟩ (ближчий ⟨k͡x⟩) - у цій статті використовується лиш перше позначення. Еквівалентні символи X-SAMPA:c_-_C_- та k_+_x_+ відповідно.
Особливо у широкій транскрипції, глухий запіднебінний африкат може записуватись як глухий (палаталізований) велярний африкат (⟨k͡xʲ⟩ або ⟨k͜xʲ⟩ у МФА, k_x' або k_x_j у X-SAMPA).

## Особливості
- Спосіб творення — несибілянтний африкат.
- Місце творення — твердопіднебінне, тобто він артикулюється середньою, або задньою спинкою язика на твердому піднебінні. В іншому ідентичний запіднебінний африкат натомість артикулюється трохи за піднебінням, та звучить ближче до велярного [k͡x].
- Тип фонації — глуха, тобто цей звук вимовляється без вібрації голосових зв'язок.
- Це ротовий приголосний, тобто повітря виходить крізь рот.

- Це центральний приголосний, тобто повітря проходить над центральною частиною язика, а не по боках.

- Механізм передачі повітря — егресивний легеневий, тобто під час артикуляції повітря виштовхується крізь голосовий тракт з легенів, а не з гортані, чи з рота.

## Поширення
| Мова            | Мова                           | Слово         | МФА            | Значення          | Примітки |
| --------------- | ------------------------------ | ------------- | -------------- | ----------------- | --- |
| Албанська       | Літературна                    | qaj           | [c͡çaj]         | 'плачу'           | Може об'єднуватись з [t͡ʃ] у деяких діалектах. Вимовляється як [c] у деяких діалектах Тоск, або як [c͡ç]. Див. Діалекти албанської мови          |
| Астурійська     | Західні діалекти               | muyyer        | [muˈc͡çeɾ]      | 'жінка'           | Альтернативний розвиток звуків -lj-, -c'l-, pl-, cl- та fl- у регіоні Браньяс-Вакейрас у західній Астурії. Також може вимовлятись як [c], [ɟ͡ʝ] |
| Каїнґанґ        | Каїнґанґ                       | [c͡çɔi̯ɟ]       | [c͡çɔi̯ɟ]        | 'журавель'        | Можлива вимова /ç/ на початку слова. |
| Нідерландська   | Нідерландська                  | bakje         | [ˈbɑc̠͡ç̠jə]      | 'підніс' (зменш.) | Запіднебінний звук; алофон /k/ перед /j/. |
| Корейська       | Корейська                      | 켜다 / kyeoda | [c͡çɘː.dɐ]      | 'увімкнути'       | Алофон /kʰ/ перед /i/ та /j/. |
| Макасарська     | Макасарська                    | pacce         | [ˈpʰac.c͡çe]    | 'емпатичний біль' | Алофон /c/. |
| Навахо          | Навахо                         | ashkii        | [aʃc͡çiː]       | 'хлопчик'         | Алофон /kʰ/ перед передніми голосними /i, e/.                                                                                                  |
| Норвезька       | Центральні та західні діалекти | ikkje         | [ic͡çə]         | 'ні'              | |
| Колтта-саамська | Колтта-саамська                | sääˊmǩiõll    | [ɕa̟ːmʰc͡çjɘhlː] | 'Колтта-саамська' | |